# Bahnhof Rinnthal
Der Bahnhof Rinnthal – anfangs Rinnthal-Sarnstall – ist der Bahnhalt der rheinland-pfälzischen Ortsgemeinde Rinnthal. Er gehört zur Preisklasse 7 und verfügt über ein Bahnsteiggleis. Er liegt im Verbundgebiet des Verkehrsverbundes Rhein-Neckar (VRN). Er wurde mit Inbetriebnahme des Streckenabschnitts Landau–Annweiler am 12. September 1875 eröffnet. Der Güterverkehr kam in den 1990er Jahren zum Erliegen. Betrieblich ist er mittlerweile ein Haltepunkt.

## Lage
Der ehemalige Bahnhof Rinnthal befindet sich am südöstlichen Siedlungsrand der Ortsgemeinde Rinnthal. Nördlich von ihm fließt die Queich. Unmittelbar westlich des Bahnhofs wird die Bahnstrecke von einem Wanderweg, der mit einem roten Punkt markiert ist, gekreuzt.

## Geschichte
Eröffnet wurde der damalige Bahnhof Rinnthal-Sarnstall als Glied der Teilstrecke Annweiler–Zweibrücken am 25. November 1875. Er diente als gemeinsame Bahnstation der Gemeinde Rinnthal und des benachbarten Annweilerer Stadtteils Sarnstall. Anfang des 20. Jahrhunderts erhielt der Bahnhof wie alle in der Pfalz Bahnsteigsperren. Während dieser Zeit wurde der Bahnhof von der Betriebs- und Bauinspektion Landau verwaltet und gehörte zum Zuständigkeitsbereich der Bahnmeisterei Albersweiler. Nachdem Deutschland den Ersten Weltkrieg verloren hatte und das französische Militär einmarschiert war, wurde am 1. Dezember 1918 das pfälzische Streckennetz südlich von Maikammer-Kirrweiler für den Personenverkehr gesperrt, drei Tage später jedoch wieder freigegeben. In der Folgezeit wurde der Bahnhofsname in Rinnthal abgeändert.
1922 wurde der Bahnhof der neu gegründeten Reichsbahndirektion Ludwigshafen zugeordnet. Ein Jahr später wurden die am Bahnhof beschäftigten Eisenbahner im Zuge des von Frankreich durchgeführten, bis 1924 dauernden Regiebetriebs ausgewiesen. Danach kehrten sie zurück. Im Zuge der schrittweisen Auflösung der Reichsbahndirektion Ludwigshafen wechselte der Bahnhof zum 1. Mai 1936 in den Zuständigkeitsbereich der Saarbrücker Direktion und des Betriebsamtes (RBA) Zweibrücken. Die Deutsche Bundesbahn gliederte den Bahnhof nach dem Zweiten Weltkrieg in die Bundesbahndirektion Mainz ein, der sie sämtliche Bahnstrecken innerhalb des neu geschaffenen Bundeslandes Rheinland-Pfalz zuteilte. 1971 gelangte die Station im Zuge der Auflösung der Mainzer Direktion in den Zuständigkeitsbereich ihres Karlsruher Pendants. Zur selben Zeit wurden die Bahnsteigsperren aufgehoben.
Mit der Bahnreform ging der Bahnhof am 1. Januar 1994 in das Eigentum der Deutschen Bahn über. Seit 1996 ist der Haltepunkt im Verkehrsverbund Rhein-Neckar (VRN). Nach der Aufgabe des Güterverkehrs wurde der Bahnhof zum Haltepunkt zurückgebaut. Seit 2002 wird ebenso der Tarif des Karlsruher Verkehrsverbundes (KVV) anerkannt. 2006 wurde Rinnthal als erster Unterwegshalt im Abschnitt Landau–Pirmasens Nord modernisiert.

## Bauwerke
Das Empfangsgebäude besaß einen Fahrkartenschalter, einen Warteraum und ein Zimmer für Gepäck. Für den Bahnbetrieb spielt es mittlerweile keine Rolle mehr und wurde in ein Wohnhaus umgewandelt. Er besaß einen Haus- sowie einen Mittelbahnsteig. Um 1990 wurde der Bahnhof seines südlichen Streckengleises und damit einhergehend einer Zugkreuzungsmöglichkeit beraubt. Nach Aufgabe des Güterverkehrs wurden die entsprechenden Gleise, die sich im östlichen Bahnhofsbereich befanden, ebenfalls abgetrennt beziehungsweise demontiert, sodass er seither ein Haltepunkt ist. Einige stillgelegte und abgetrennte Ladegleise in Richtung Sarnstall sowie eine Gleiswaage sind dennoch erhalten geblieben. Am 24. Juni 2001 wurde die Weiche des Anschlussgleises in Sarnstall ausgebaut.
In Rinnthal waren zwei mechanische Stellwerke vorhanden, ein Wärterstellwerk und ein Fahrdienstleiterstellwerk. Das Wärterstellwerk war in der Einheitsbauart ausgeführt und wurde als Stellwerk Rto bezeichnet.

## Verkehr

### Personenverkehr
Der Fahrplan von 1897 enthielt teilweise durchgehende Nahverkehrszüge von Zweibrücken bis Germersheim; hinzu kamen solche, die sich auf dem Abschnitt Landau–Zweibrücken beschränkten. Ein Jahrzehnt später verkehrten zwischen Landau und Zweibrücken fünf Nahverkehrszüge. 1914 fuhr an Sonn- und Feiertagen ein Zugpaar, das über die 1911 eröffnete Wieslauterbahn bis nach Bundenthal-Rumbach verkehrte. Der Fahrplan von 1944 wies zum Teil durchgehende Nahverkehrszüge von Karlsruhe über Landau und Zweibrücken bis nach Saarbrücken auf.
In den 1950er Jahren war die Bahnstrecke Landau–Zweibrücken samt ihrer östlichen Fortsetzung nach Germersheim unter der Kursbuchnummer 280 verzeichnet. Dennoch musste in der Regel in Landau umgestiegen werden. Die durchgehenden Züge von Germersheim nach Zweibrücken hatten außerdem einen längeren Aufenthalt im Landauer Hauptbahnhof. Die Mitte der 1960er Jahre im Bahnhof Rinnthal haltenden Nahverkehrszüge fuhren in den Relationen Landau–Zweibrücken und Landau–Pirmasens Hauptbahnhof. Von 1994 bis 1999 verkehrten die Züge in der Relation Neustadt–Pirmasens Hauptbahnhof.
Im Jahr 2021 verkehrt hier die RB 55 Landau (Pfalz) Hbf – Pirmasens Hbf.

### Güterverkehr
Anfang des 20. Jahrhunderts verkehrten bedienten Güterzüge der Relationen Kaiserslautern–Homburg–Landau–Germersheim und Saarbrücken–Landau–Germersheim den Bahnhof. Der örtliche Güterverkehr wurde einst durch eine örtliche Stuhlfabrik sowie die Verladung von Holz und die Papierfabrik Buchmann in Sarnstall getragen. Letztere besaß darüber hinaus ein Anschlussgleis und eine Werkslok, die an einem Übergabegleis die entsprechenden Güterwagen ins Werksgelände rangierte. Am 30. Mai 1976 wurden sämtliche Bahnhöfe außerhalb von Eisenbahnknotenpunkten als eigenständige Gütertarifpunkte geschlossen, wovon auch der Bahnhof Rinnthal betroffen war. Fortan bedienten Übergabezüge den Bahnhof, der ab dieser Zeit als Satellit des Landauer Hauptbahnhofs fungierte. Der Güterverkehr, der zuletzt lediglich sporadisch stattfand, wurde 1997 komplett eingestellt.